# Liste von Persönlichkeiten der Stadt Leeds
Die folgende Liste enthält in Leeds geborene Persönlichkeiten, chronologisch aufgelistet nach dem Geburtsjahr. Ob die Personen ihren späteren Wirkungskreis in Leeds hatten oder nicht, ist dabei unerheblich. Viele sind im Laufe ihres Lebens von Leeds weggezogen und andernorts bekannt geworden. Die Liste erhebt keinen Anspruch auf Vollständigkeit.

## In Leeds geborene Persönlichkeiten

### Bis 1900

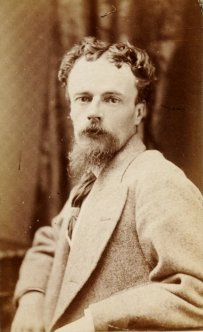
John Atkinson Grimshaw, Maler der Viktorianischen Ära

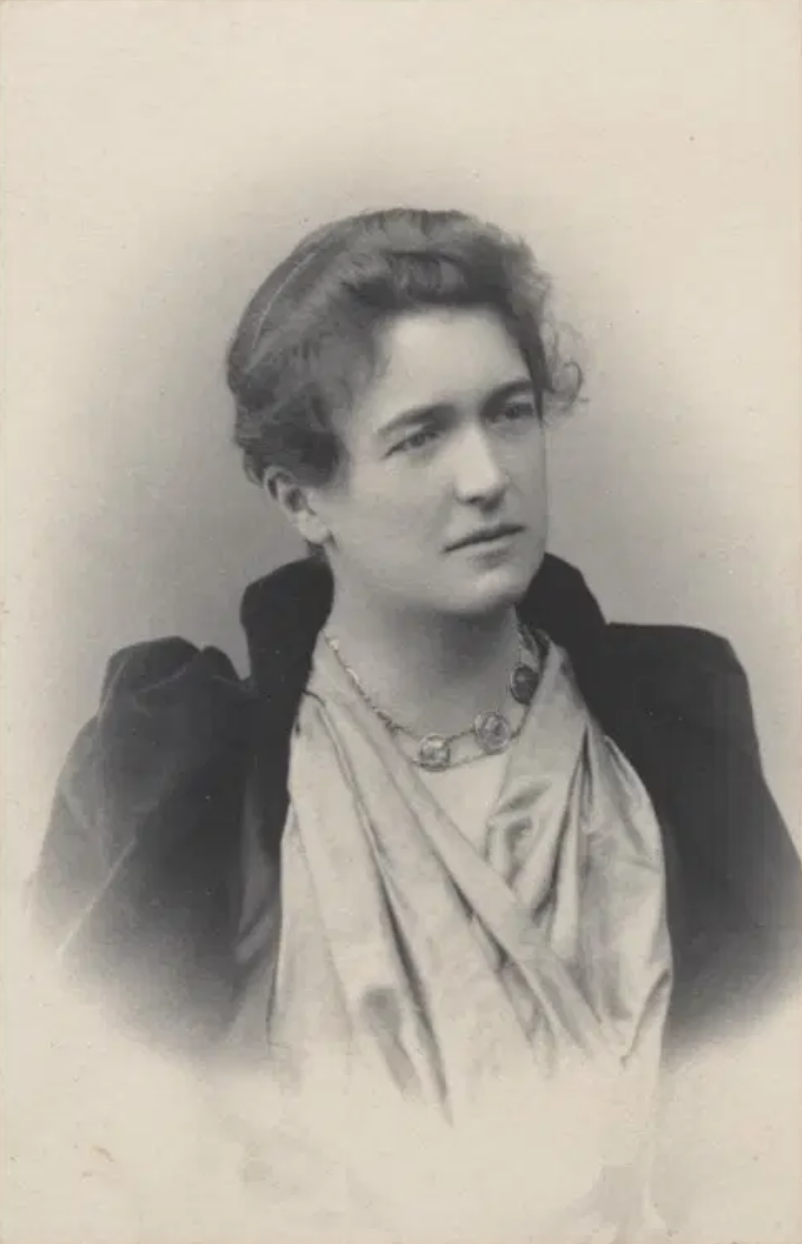
Ellen Wordsworth Darwin, Dozentin für Englische Literatur am Newnham College

- Isaac Milner (1750–1820), Mathematiker und Erfinder
- Richard Anthony Salisbury (1761–1829), Botaniker
- John Blenkinsop (1783–1831), Grubenbetriebsleiter und Ingenieur
- Anne Sheepshanks (1789–1876), Mäzenin
- Henry Denny (1803–1871), Museumskurator und Parasitologe
- Alfred Austin (1835–1913), Schriftsteller
- John Atkinson Grimshaw (1836–1893), Maler
- William Nicholson (1845–1918), Feldmarschall und Chef des Generalstabes
- Ernest Crofts (1847–1911), Maler
- Wordsworth Donisthorpe (1847–1914), Rechtsanwalt
- Evan Thomas Jones (1850–1904), Schwimmer
- Hermann Speck von Sternburg (1852–1908), Diplomat und Kunstsammler
- Francis Meadow Sutcliffe (1853–1941), Fotograf
- Selwin Calverley (1855–1900), Regattasegler
- Ellen Wordsworth Darwin (1856–1903), Stipendiatin und Dozentin am Newnham College
- Herbert H. Turner (1861–1930), Astronom und Seismologe
- Henry Stuart Jones (1867–1939), Philologe und Historiker
- Francis Rattenbury (1867–1935), Architekt
- George Horsfield (1882–1956), Archäologe
- Arthur Ransome (1884–1967), Schriftsteller
- Frederick Dewhurst Yates (1884–1932), Schachspieler
- Robert Blackburn (1885–1955), Luftfahrtpionier und Flugzeugkonstrukteur
- Thomas Rayner Dawson (1889–1951), Schachkomponist und Mathematiker
- Marguerite Frobisher (1890–1974), Malerin und Kunstpädagogin
- Owney Madden (1891–1965), Gangster in New York City in den 1920er bis 1930er Jahren
- May Warden (1891–1978), Schauspielerin
- Samuel Sugden (1892–1950), Chemiker
- Anne Loughlin (1894–1979), Gewerkschaftsfunktionärin
- Sid Cassel (1897–1960), britisch-US-amerikanischer Schauspieler

### 1901 bis 1925

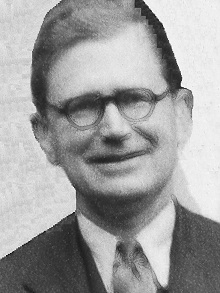
Nevill Francis Mott gewann 1977 den Nobelpreis für Physik.

- Christian Darnton (1905–1981), Komponist
- Nevill Francis Mott (1905–1996), Physiker
- Vero Wynne-Edwards (1906–1997), Zoologe
- Geoffrey Crowther, Baron Crowther  (1907–1972), Ökonom
- Julius Stone (1907–1985), Rechtstheoretiker und Internationalist
- James Bilton (1908–1988), kanadischer Politiker
- Jack Popplewell (1911–1996), Schriftsteller und Bühnenautor
- Margaret Scriven (1912–2001), Tennisspielerin
- Peter Walker (1912–1984), Automobilrennfahrer
- Kenneth Armitage (1916–2002), Bildhauer
- Joseph Newell Jennings (1916–1984), britisch-australischer Geomorphologe
- Denys Fisher (1918–2002), Spielzeughersteller und Spieleautor
- Richard Hoggart (1918–2014), Kultursoziologe
- Doris Quarmby (1919–2005), Schwimmerin
- Fanny Waterman (1920–2020), Pianistin
- Denys Wilkinson (1922–2016), Kernphysiker
- Margaret Susan Ryder, Baroness Ryder (1923/24–2000), Philanthropin
- Geoffrey Bayldon (1924–2017), Schauspieler
- Angela Morley (1924–2009), Komponistin und Dirigentin
- Philip Stone (1924–2003), Schauspieler
- Christopher Tolkien (1924–2020), Mediävist
- George A. Cooper (1925–2018), Schauspieler
- Robert Edwards (1925–2013), Physiologe
- Michael Halliday (1925–2018), Sprachwissenschaftler

### 1926 bis 1950

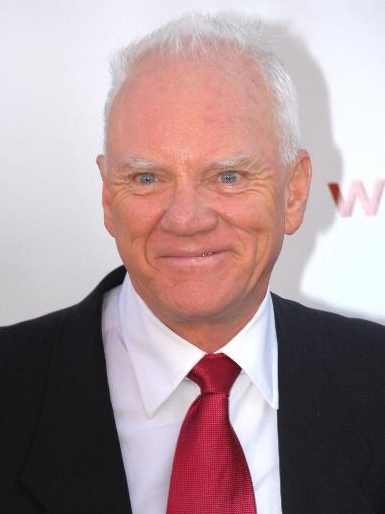
Malcolm McDowell übernahm Hauptrollen bei Filmklassikern
wie A Clockwork Orange, Star Trek und Halloween.

- Alf Benn (1926–2014), Fußballspieler
- Bryan R. Wilson (1926–2004), Religionssoziologe
- Paul Ableman (1927–2006), Schriftsteller, Verfasser von Theaterstücken und Romanen
- Benny Green (1927–1998), Jazzmusiker, Radiomoderator und Buchautor
- Dickie Hawdon (1927–2009), Jazzmusiker, Arrangeur und Musikpädagoge
- Dennis Armitage (1928–2005), Jazz-Pianist, Saxophonist und Maler
- Keith U. Ingold (1929–2023), britisch-kanadischer Chemiker
- Edmund Happold (1930–1996), Bauingenieur
- Gerald Kaufman (1930–2017), Politiker
- Alan Cooper (1931–2007), Jazz-Musiker und Bandleader
- Edward Kellett-Bowman (1931–2022), Politiker
- Gordon Pirie (1931–1991), Leichtathlet
- Peter O’Toole (1932–2013), Schauspieler
- John Winston (1933–2019), Schauspieler
- Alan Baddeley (* 1934), Psychologe
- Alan Bennett (* 1934), Schriftsteller, Dramatiker, Regisseur und Schauspieler
- Barry Cryer (1935–2022), Schriftsteller und Comedian
- Ian Budge (* 1936), Politikwissenschaftler und Hochschullehrer
- Philip Johnson-Laird (* 1936), Psychologe, Hochschullehrer und Autor
- Tony Harrison (* 1937), Dichter, Bühnenautor und Übersetzer
- Alan Hawkshaw (1937–2021), Musiker und Komponist
- John Riley (1937–1978), Dichter
- Martin Stuart Wolfe (1937–2019), Pflanzenpathologe und Professor an der ETH Zürich
- Elizabeth Dawn (1939–2017), Schauspielerin
- Michael Chapman (1941–2021), Gitarrist
- Craig Harrison (* 1942), Schriftsteller
- Victor Henry (1943–1985), Schauspieler
- Malcolm McDowell (* 1943), Schauspieler
- Sheila Rowbotham (* 1943), Soziologin und sozialistische Feministin
- Glen Baxter (* 1944), Cartoonist
- Paul Madeley (1944–2018), Fußballspieler
- Richard Dunn (* 1945), Profiboxer
- Richard Dyer (* 1945), Anglist und Autor
- Mike Nattrass (* 1945), Politiker
- Bob Peck (1945–1999), Schauspieler
- Jeff Christie (* 1946), Bassist, Sänger und Songwriter
- Ian McGeechan (* 1946), Rugby-Union-Spieler
- Stevie Wright (1947–2015), Rocksänger
- Menachem Fisch (* 1948), israelischer Philosoph
- David Harvey (* 1948), Fußballspieler
- Jimi Heselden (1948–2010), Unternehmer
- Mike Moran (* 1948), Keyboarder, Komponist und Musikproduzent
- Barry Ryan (1948–2021), Sänger
- Paul Ryan (1948–1992), Sänger und Songwriter
- Tom Wilkinson (1948–2023), Schauspieler
- Richard Wrangham (* 1948), Primatologe
- Stephen Gill (* 1950), Politikwissenschaftler

### 1951 bis 1960
- Louise Rennison (1951–2016), Schriftstellerin
- Honest John Plain (1952–2025), Musiker und Sänger
- Peter Christopherson (1955–2010), Musiker, Musikvideo-Regisseur und Fotograf
- Stephen Mann (* 1955), Chemiker
- Richard Harrington (* 1957), Politiker
- Vic Reeves (* 1959), Sänger und Comedian
- Alan Trigg (* 1959), Snookerspieler
- Andrew Astbury (* 1960), Schwimmer
- Gary Husband (* 1960), Fusionmusiker

### 1961 bis 1970
- Robin Aspland (* 1961), Jazzmusiker
- Nicola Chapman (1961–2009), Life Peeress
- Enrico Tomasso (* 1961), Jazzmusiker
- Phil Bateman (* 1962), Radrennfahrer
- Will Brenton (* 1962), Fernsehproduzent, Drehbuchautor, Regisseur und Schauspieler
- Mark Barry (* 1964), Radrennfahrer
- Mick Hill (* 1964), Leichtathlet
- Stuart McCall (* 1964), Fußballspieler
- Louise Rhodes (* 1964), Sängerin und Songwriterin
- Charles Stross (* 1964), Science-Fiction-, Horror- und Fantasy-Autor
- Martin Atkins (* 1965), Dartspieler
- Don Goodman (* 1966), Fußballspieler
- Wash West (* 1966), Filmproduzent, Filmregisseur und Drehbuchautor
- Andy Armitage (* 1968), Fußballspieler
- Julian Barratt (* 1968), Comedian, Schauspieler und Musiker
- David Batty (* 1968), Fußballspieler
- James Frain (* 1968), Film- und Theaterschauspieler
- Justina Robson (* 1968), Science-Fiction-Autorin
- Steven Waddington (* 1968), Schauspieler
- Ursula Coope (* 1969), Philosophin, Philosophiehistorikerin und Hochschullehrerin
- Ralph Ineson (* 1969), Schauspieler
- Peter Lines (* 1969), Snookerspieler
- Simone Clarke (* 1970), Ballett-Tänzerin
- Mark Richardson (* 1970), Schlagzeuger
- John Simm (* 1970), Schauspieler und Musiker

### 1971 bis 1980
- Matt Jackson (* 1971), Fußballspieler
- Royston Langdon (* 1972), Musiker
- Pádraig Mac Lochlainn (* 1973), irischer Politiker
- Overseer (* 1973), DJ und Musikproduzent
- Sarah Reilly (* 1973), britisch-irische Sprinterin
- Ben Cooke (* 1974), Stuntman und Schauspieler
- Dean Francis (1974–2018), Profiboxer und Boxtrainer
- Jason Robinson (* 1974), Rugby-Union- und Rugby-League-Spieler
- Noel Whelan (* 1974), Fußballspieler
- Melanie B (* 1975), Sängerin und Schauspielerin
- Gavin Meadows (* 1977), Schwimmer
- Paul Hunter (1978–2006), Snookerspieler
- Corinne Bailey Rae (* 1979), Soulsängerin
- Sam Riley (* 1980), Schauspieler

### 1981 bis 1990
- Vinette Robinson (* 1981), Schauspielerin
- Nicola Adams (* 1982), Boxerin
- Caleb Folan (* 1982), Fußballspieler
- Lucy-Jo Hudson (* 1983), Schauspielerin
- Rhianna (* 1983), Contemporary-R&B-Sängerin
- Dominic Harington (* 1984), Snowboarder
- Simon Allanson (* 1985), Biathlet
- Robin Middleton (* 1985), Badmintonspieler
- Nichola Burley (* 1986), Schauspielerin

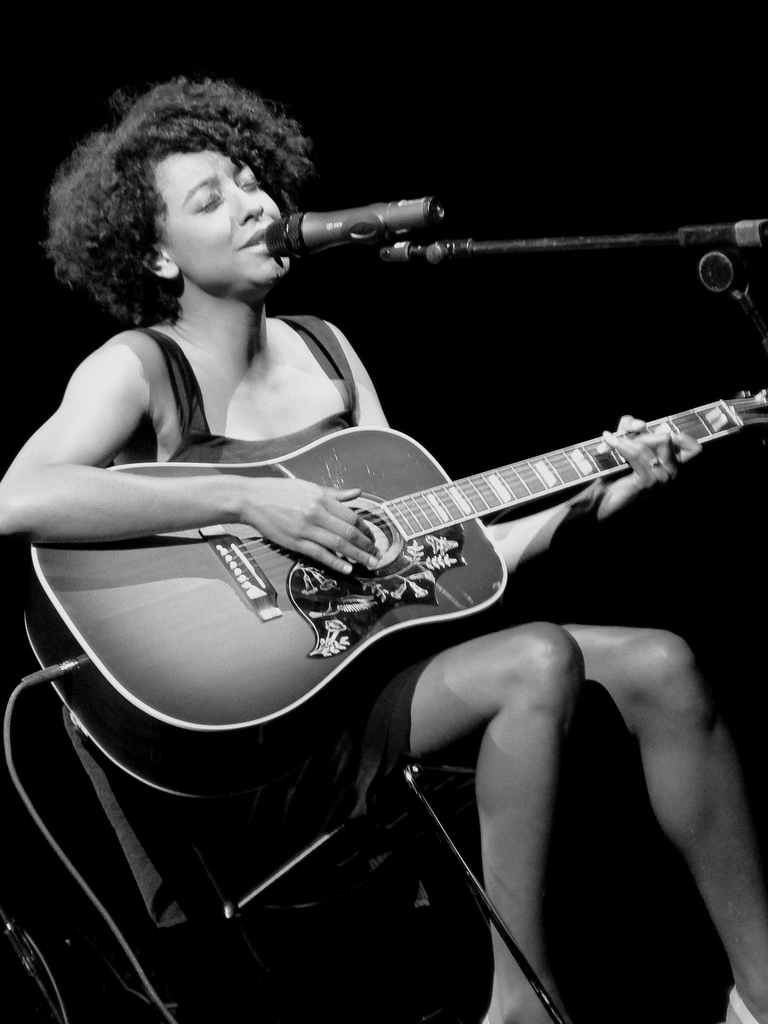
Corinne Bailey Rae erreichte Anfang 2006 mit ihrem Debütalbum auf Anhieb die Spitze der britischen Charts.

- James Milner (* 1986), englischer Fußballspieler
- Danny Care (* 1987), Rugby-Union-Spieler
- James Jakes (* 1987), Rennfahrer
- Aaron Lennon (* 1987), Fußballspieler
- Emile Sinclair (* 1987), Fußballspieler
- Byron Webster (* 1987), Fußballspieler
- Anna Blyth (* 1988), Bahnradsportlerin
- Jon Lancaster (* 1988), Rennfahrer
- Kyle Collins (* 1988), Fußballspieler
- Sana Saeed (* 1988), Schauspielerin und Model
- Jessica Clarke (* 1989), Fußballspielerin
- Matthew Lewis (* 1989), Schauspieler
- Gabrielle Adcock (* 1990), Badmintonspielerin
- Jonathan Brownlee (* 1990), Profi-Triathlet
- Kate Robertshaw (* 1990), Badmintonspielerin
- Lois Rosindale (* 1990), Triathletin
- Gabrielle White (* 1990), Badmintonspielerin

### Ab 1991
- Gemma Bonner (* 1991), Fußballspielerin
- Niall Canavan (* 1991), Fußballspieler
- Kadeena Cox (* 1991), Sportlerin
- Alexandra Bell (* 1992), Leichtathletin
- Joshua Edmondson (* 1992), Radrennfahrer
- Jessica Fletcher (* 1992), Badmintonspielerin
- Katy Marchant (* 1993), Radsportlerin
- Andre Wisdom (* 1993), Fußballspieler
- Matt Crooks (* 1994), Fußballspieler
- Keanu Ebanks (* 1994), American-Football-Spieler
- Luke Johnson (* 1994), Tennisspieler
- Josh Inglis (* 1995), australischer Cricketspieler
- Hannah Starling (* 1995), Wasserspringerin
- Oliver McBurnie (* 1996), Fußballspieler
- Nile Wilson (* 1996), Kunstturner
- Callum Elson (* 1998), Mittelstreckenläufer
- Matty Lee (* 1998), Wasserspringer
- Ben Radcliffe (* 1998), Schauspieler
- Thomas Pidcock (* 1999), Radsportler
- Marcus Tavernier (* 1999), Fußballspieler
- Erling Haaland (* 2000), Fußballspieler
- Francesca Jones (* 2000), Tennisspielerin
- Jack Downham (* 2001), Schauspieler
- Finlay Knox (* 2001), kanadischer Schwimmer
- Samuel Watson (* 2001), Radrennfahrer
- Meg Bellamy (* 2002), Schauspielerin
- Daisy Campbell (* 2003), Schauspielerin
- Alfie Clarke (* 2007), Schauspieler
- Amelia Flanagan (* 2008), Schauspielerin